# Liborskandalen

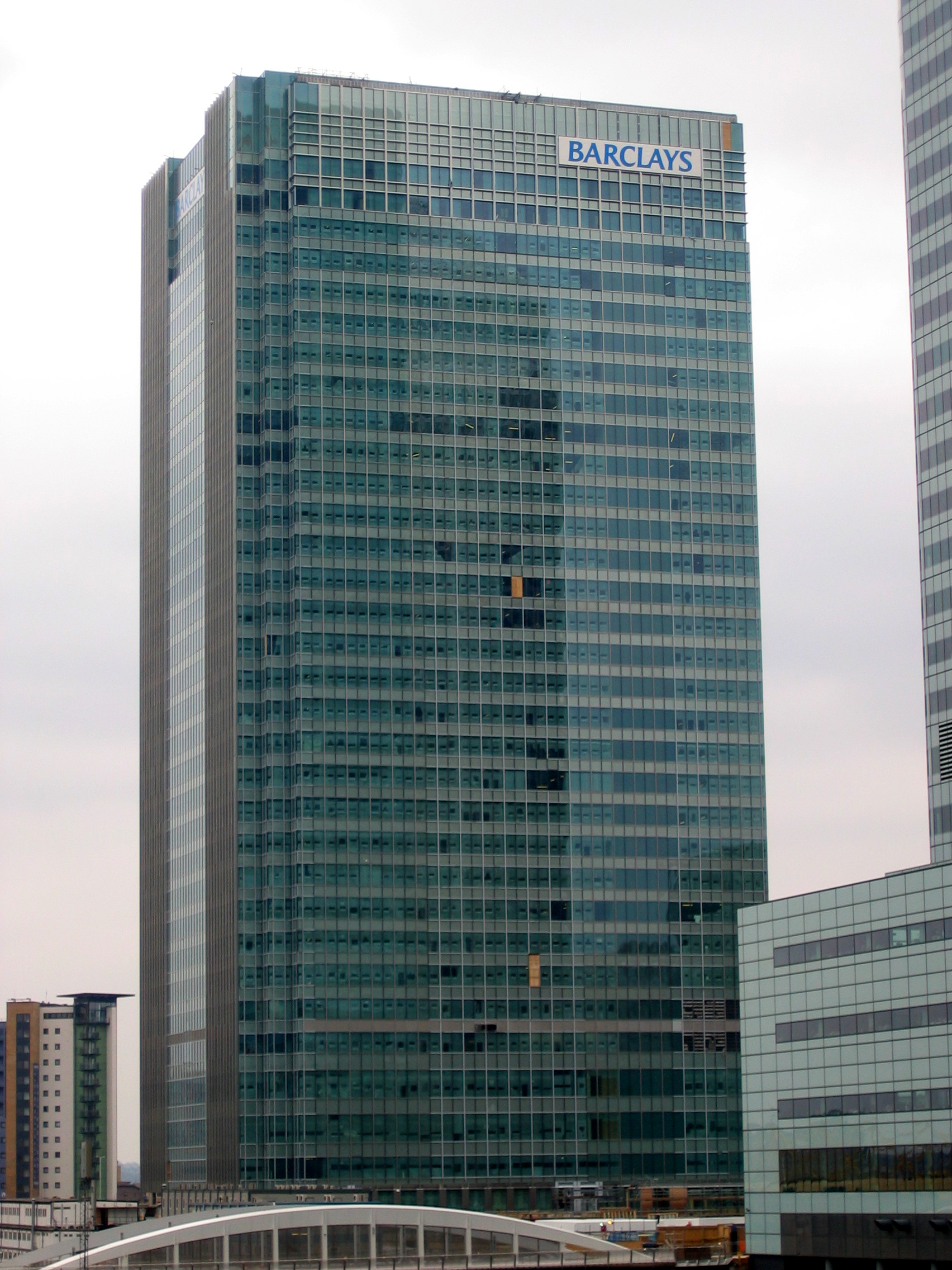
Huvudkontoret för Barclays plc. i London

Liborskandalen, liborgate eller liborhärvan är en uppdagad skandal i juli 2012 där en av världens största banker, Barclays, erkänt att de genom att rapportera in för låga uppgifter om egna ställda räntor har påverkat referensräntan liborräntan (London InterBank Offered Rate, förkortat LIBOR) på ett otillbörligt sätt, något som flera andra globala banker också misstänks för. Washington Post rapporterade 4 juli att en samutredning av USA och Storbritannien innebar böter på 450 miljoner dollar för manipulation av räntor mellan 2005 och 2009. Den 6 juli meddelande ekobrottsmyndigheten Serious Fraud Office (SFO) i Storbritannien att den kommer att utreda ränteriggningsskandalen. Bankerna kan ha ett incitament att försöka påverka nivån på Libor då räntan används i beräkningar som fastställer exempelvis betalningsströmmars storlek eller ingår i definitioner för beräkning av olika finansiella tillgångar och skulders värde. 
Den 3 juli 2012 meddelade Barclays ledande företrädare: VD, Bob Diamond, styrelseordföranden, Marcus Agius, och den operativa chefen Jerry del Missier att de avgår.

## Sverige
Frågan om vilka som kan ha drabbats av riggningen har i Sverige inneburit att bland annat bankchefen Annika Falkengren uttalat besvikelse och att bankerna behöver självsaneras och att socialdemokraternas Leif Pagrotsky önskar se en svensk utredning parallellt med den brittiska som ska granska ifall svenska intressen kan ha skadats av det inträffade.